# 고해 (종교)

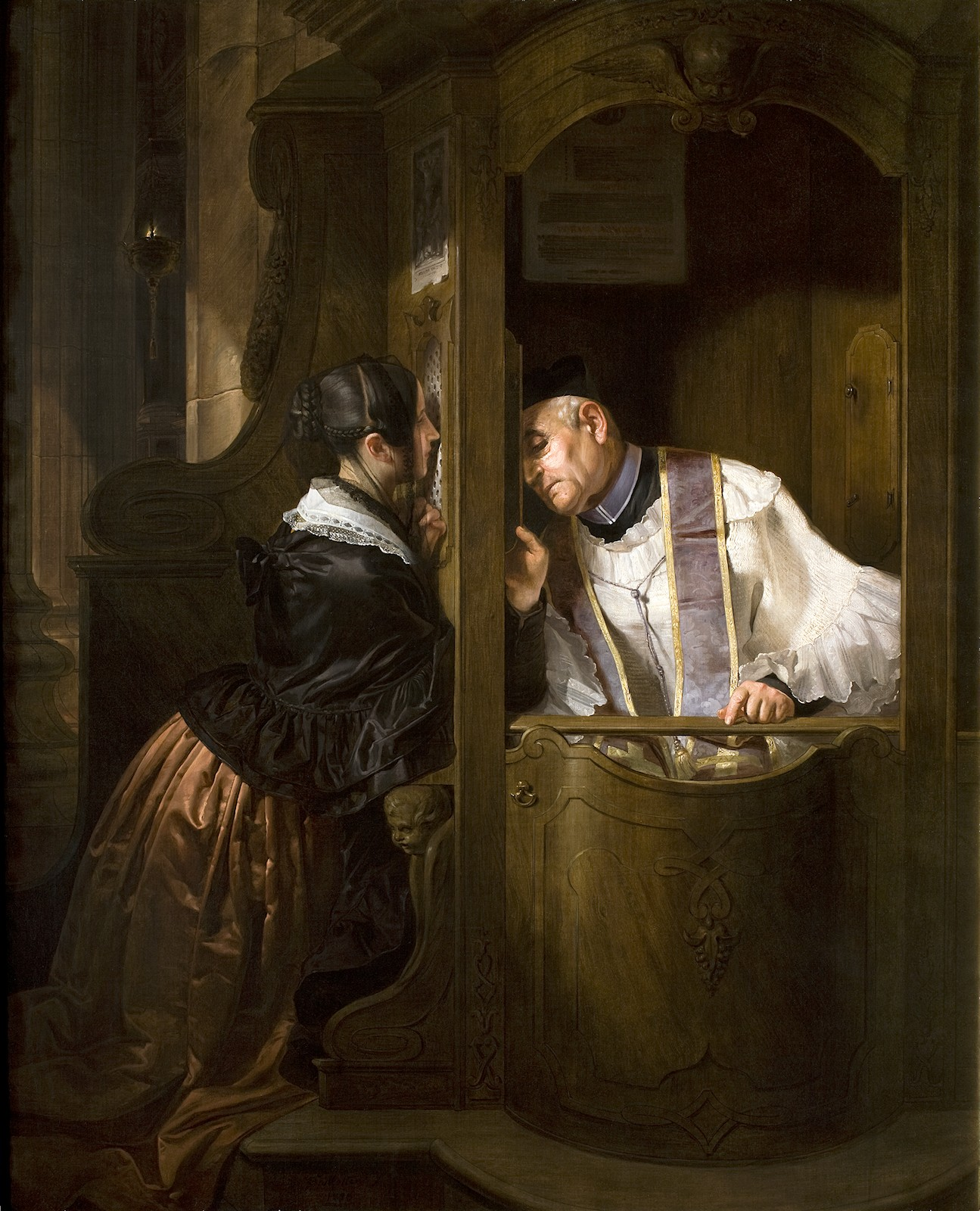
주세페 몰테니, 《고해성사》(La confessione)

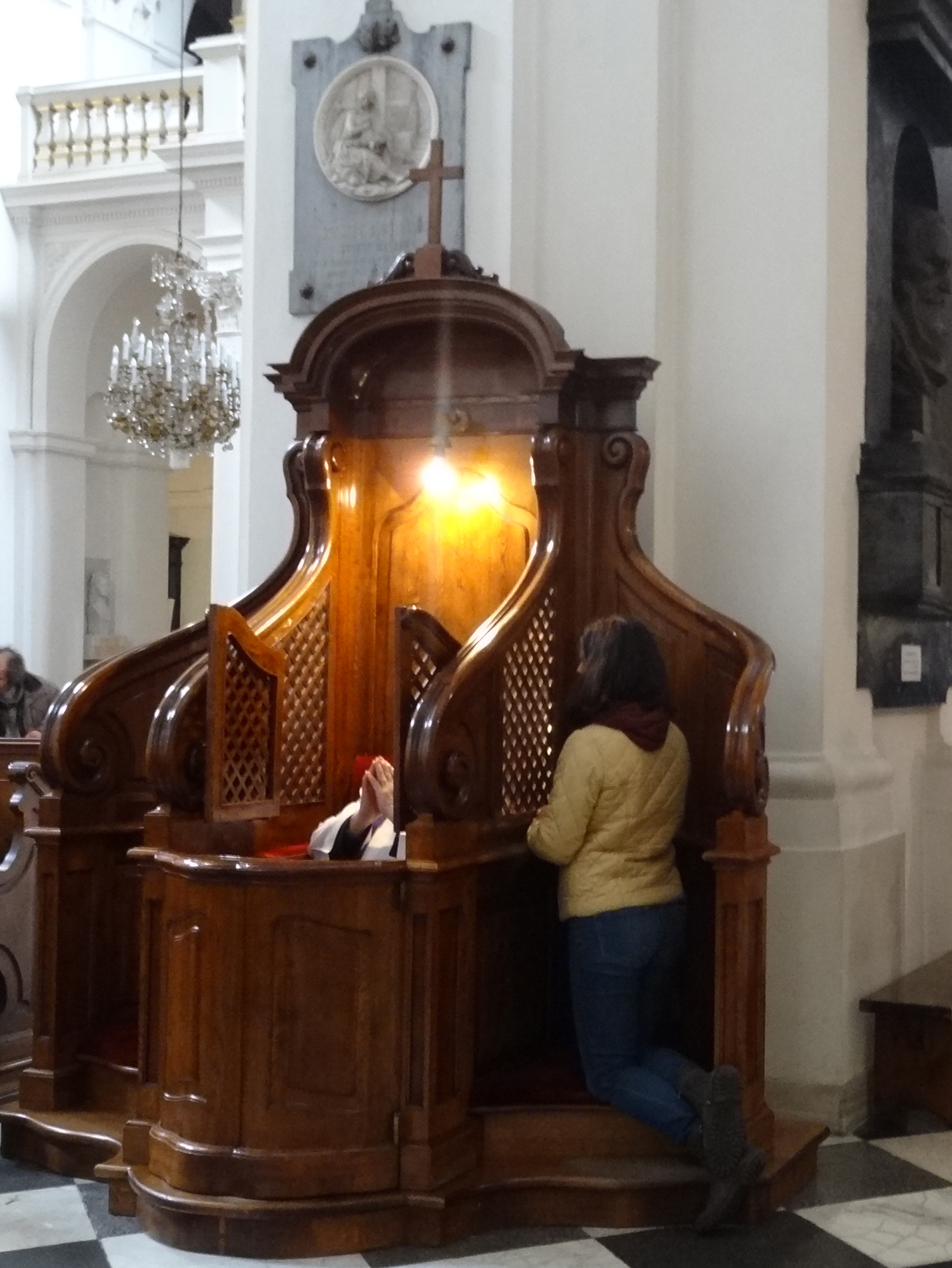
2023년 부활절에 바르샤바의 가톨릭 교회에서 고해성사

고해성사(告解聖事, 영어: confession)는 그리스도인이 자신이 지은 죄를 진심으로 뉘우치면서 사제를 통해 하느님께 죄를 고백하고 용서의 은총을 받는 성사이다. 세례성사를 받을 때 죄를 짓지 않겠다고 결심하지만 인간은 살아가면서 여러 가지 유혹에 빠지고 죄를 지을 수가 있다.  죄를 지은 신자가 회개하고 하느님께 돌아올 수 있는 예식이 고해성사이다. 고해성사는 죄 때문에 받을 벌을 면제하여 주고 죄의 유혹과 싸워 이길 힘을 키워 준다고 로마 가톨릭교회에서는 가르친다.

## 기독교 교파별 고해성사
고해성사를 성사로 인정하는 기독교 교파로는 성공회, 로마 가톨릭교회, 동방 정교회, 오리엔트 정교회,  일부 루터교회가 있다. 한국 가톨릭에서는 성탄절과 부활절 전에 의무적으로 고해성사를 하도록 되어있으며 이를 판공성사(判功聖事, annual confession)라고 한다. 대한 성공회의 경우 성탄주일과 부활주일 전에 고해성사를 하도록 권한다. 개신교에서는 만인제사장설 등의 교리적 이해에 따라 고해성사를 인정하지 않는다.

## 고해성사의 요소
고해성사에는 다섯 가지 요소가 있는데,
성찰

### 통회
참회자가 지은 죄에 대하여 통절히 뉘우치는 가장 중요한 요소
통회엔 두가지가 있는데
1)하느님을 모든것 위에 사랑하는 마음에서 울어 나오는 통회 즉 상등통회,또는 사랑의 통회.혹은 완전한 통회 상등 통회는 그 자체로써 소죄를 사해주고 죄를 고백할 굳은 결심을 동반하는 경우에는 대죄도 용서 받을 수 있다
2)죄 때문에 받을 법이 두려워서 하는 통회를 하등 통회,또는 두려움의 통회,혹은 불 완전한 통회라고 부르며, 이런 하등 통회는 반드시 고해 성사를 통해서만 대죄의 용서를 받을수가 있다

### 죄의 고백
사제에게 하는 죄의 고백이다.두 번째로 중요하다
지난번 고해성사 이후로 지은 모든 대죄에 대해 빠짐 없이 다 고백해야 하고, 의무는 아니지만 소죄도 고백 하는 것을 교회는 장려하고 있다. 고백하는 사람과 같은 사람인 고해 사제에게 자기의 죄를 고백하는 것은 하느님께서 자비를 베푸시어 죄를 용서받기를 바라는 지극히 겸손한 행위이며, 진정한 통회의 표지일 뿐만이 아니라 인간적 으로도 후련한 자기 해방의 길이 된다고 한다.
보속
모든 죄는 하느님께 대한 모욕일 뿐 아니라 자기 자신에게 해를 끼치고, 많은 경우엔 타인에게도 해를 끼치게 된다. 그런데 고해 성사는 죄를 용서하지만 죄로써 생긴 상처나 폐해까지 없애는 것은 아니다.그래서 용서를 받은 후에 보상이나 속죄를 해야한다. 이러한 갚음을 <보속> 이라고 한다. 자기가 지은 죄를 살피는 <성찰>과 다시는 같은 죄를 범하지 않겠다고 결심하는 <정개>
이 둘까지 합해 총 다섯개의 요소가 있다고 하지만,엄격히 말해서 통회에 속하는 요소들이다.

## 로마 가톨릭 교회의 고해성사에서 바쳐지는 사죄경

### 1970년 이전의 양식
Dominus noster Jesus Christus te absolvat; et ego auctoritate ipsius te absolvo ab omni vinculo excommunicationis (suspensionis) et interdicti in quantum possum et tu indiges. Deinde, ego te absolvo a peccatis tuis in nomine Patris, et Filii, + et Spiritus Sancti. Amen.

### 1970년 이후의 양식
Deus, Pater misericordiárum, qui per mortem et resurrectiónem Fílii sui mundum sibi reconciliávit et Spíritum Sanctum effúdit in remissiónem peccatórum, per ministérium Ecclésiæ indulgéntiam tibi tríbuat et pacem. Et ego te absolvo a peccatis tuis in nomine Patris, et Filii,+ et Spiritus Sancti.

## 개신교와 고해성사
개신교파의 대부분은 고해성사를 하지 않는다. 가톨릭 교회는 마태복음 18장을 고해성사의 근거로 제시하고 있다. 그러나 장 칼뱅은 고해성사가 그리스도나 사도들이 정한 법이라는 근거가 없다며 반대했다.

## 같이 보기
- 아우크스부르크 신앙고백
- 보속
- 회개
- 진술거부권